# Joseph Franz von Lobkowitz
Joseph Franz von Lobkowitz   (Roudnice nad Labem i Viena, 7 de desembre de 1772 - Třeboň, 15 de desembre de 1816), conegut com a Príncep Lobkowitz fou un noble nadiu de Bohèmia. Fou un amant de la música i un notable violinista; va ser un mecenes i protector de molts músics, entre els quals destaca Ludwig van Beethoven.

## Biografia
Va néixer a Raudnitz (avui Roudnice nad Labem,a la República Txeca), amb una malaltia congènita al maluc (es creu que una displàsia), que el va obligar a fer servir crosses tota la seva vida. Deia que el seu pare el va obligar a aprendre el violí perquè s'estigués tranquil. Es va fer amic de Beethoven i va ser el segon mecenes, després del príncep Lichnowsky, pel que fa al seu entusiasme i patronatge.
Lobkowitz va donar suport a Daniel Steibelt en el famós duel d'improvisació contra Beethoven, que estava patrocinat pel príncep Lichnowsky, duel que va guanyar merescudament Beethoven. L'esdeveniment va tenir lloc al palau de Lobkowitz, edifici que encara es conserva, situat davant del palau Hofburg a la Michaelerplatz. Hi havia una sala de concerts magnífica al primer pis, una sala luxosa. En aquesta mateixa sala, Beethoven va estrenar el 1804 la seva Simfonia núm. 3 "Heroica". que inicialment estava dedicada a Napoleó i que posteriorment va canviar per Lobkowitz.

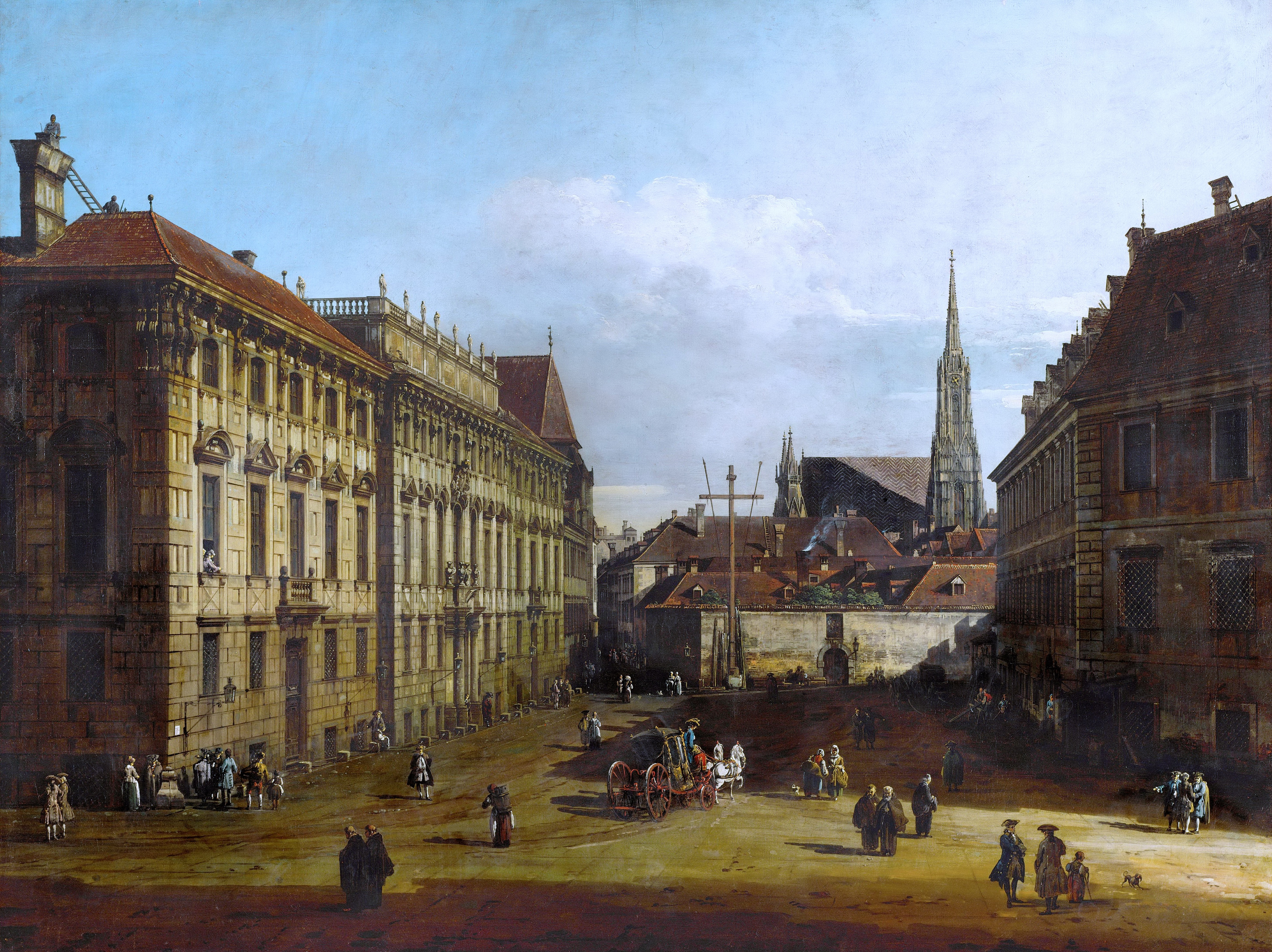
El Palau Lobkowitz (esquerra) a Viena; pintura de Canaletto, cap al 1760

També Beethoven li va dedicar les seves Simfonia núm. 5 i Simfonia núm. 6, a més dels Quartets de corda op. 18, el Triple Concert, el Quartet op. 74 i el cicle de lieder An die ferne Geliebte.
Les guerres napoleòniques, al costat de l'altíssim cost de la seva sala de concerts i el manteniment de la seva pròpia orquestra, van portar a la fallida a Lobkowitz, i es va veure forçat a abandonar Viena per fugir dels seus creditors. Beethoven mai el va tornar a veure, i va morir empobrit a Wittingau (avui Trebon, República Txeca).